# Phyllonorycter uhlerella
Macrosaccus uhlerella là một loài bướm đêm thuộc họ Gracillariidae. Nó được tìm thấy ở Hoa Kỳ (bao gồm Illinois, New York, Colorado và Texas).
Sải cánh dài 6-6.5 mm.
Ấu trùng ăn Amorpha species (bao gồm Amorpha fruticosa) và Robinia species. Chúng ăn lá nơi chúng làm tổ.

## Hình ảnh

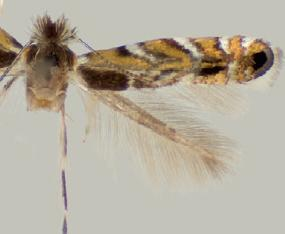
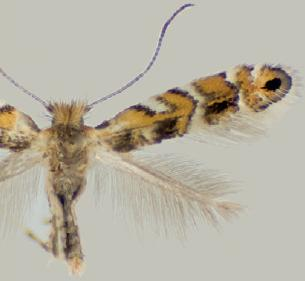
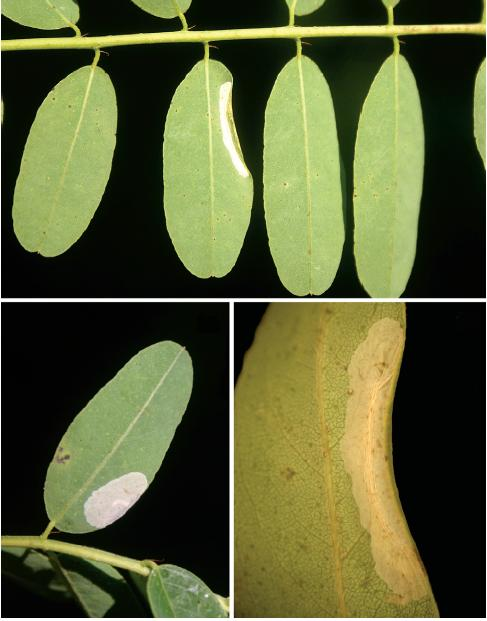